# Kinley

Logo della Kinley

Kinley è una marca di acqua minerale o gassata, di proprietà della The Coca-Cola Company. È venduta in molti paesi dell'Europa centrale e nell'India. La forma gassata è usata molto spesso per la produzione di cocktail, è inoltre disponibile in numerose varietà di gusti alla frutta.
In Italia il marchio propone l'acqua tonica e una bevanda analcolica al gusto di limone amaro.

## Gusti[3]
- Tonic Water
- Apple
- Bitter Grapefruit
- Bitter Lemon
- Bitter Orange
- Bitter Water
- Club Soda
- Fruit Punch
- Ginger Ale
- Lemon
- Orange
- Pear
- Raspberry
- Vanilla Cream